# Karl von Bumm
Karl Otto Joseph Bumm, ab 1899 Ritter von Bumm, (* 16. Februar 1851 in Würzburg; † 13. März 1909 in München) war ein bayerischer Jurist und Verwaltungsbeamter.

## Leben
Als Sohn eines Taubstummenlehrers geboren, studierte Karl Bumm nach dem Besuch des Würzburger Gymnasiums Rechtswissenschaften in Würzburg. Während seines Studiums wurde er 1868 Mitglied der Burschenschaft Adelphia Würzburg. Nach seinem Studium wurde nach mehreren Stationen, unter anderem 1875 am Würzburger Stadtmagistrat und 1878 als Bezirksamtsassessor in Königshofen, 1883 Regierungsassessor, 1888 Regierungsrat, 1892 Oberregierungsrat, 1895 Ministerialrat, 1903 Staatsrat im ordentlichen Dienst im Bayerischen Staatsministerium für Unterricht und Kultus, 1905 Exzellenz, 1906 Ministerialdirektor. Als Königlicher Kommissär vertrat er das Staatsministerium des Innern für Kirchen- und Schulangelegenheiten bei der Bayerischen Ständeversammlung.  
Ab 1881 war er bis zu seiner Pensionierung im Staatsministerium des Innern für Kirchen- und Schulangelegenheiten zuständig, insbesondere im Referat für die Universität und die Hochschulen. Er gehörte 1891 zusammen mit Ludwig August von Müller, August von Bechmann, Eduard Hölder und dem Würzburger Professor Hugo Burckhardt einer Kommission zur Revision von Universitätssatzungen an, welche seit 1849 nicht mehr grundlegend überarbeitet worden waren. Er war Mitglied der Bayerischen Botanischen Gesellschaft e.V. Er saß auch im Ausschuss des Museums von Meisterwerken der Naturwissenschaft und Technik in München.
Zum 1. Februar 1908 wurde er auf seinen Antrag hin als Ministerialdirektor wegen Krankheit in den dauernden Ruhestand versetzt. Gleichzeitig wechselte er vom Staatsrat im ordentlichen Dienst zu den Staatsräten im außerordentlichen Dienst.
Sein Bruder war der Präsident des Reichsgesundheitsamtes Franz Bumm, ein weiterer der Gynäkologe und Geburtshelfer Ernst Bumm.

## Ehrungen
- Ehrendoktor (Dr. phil. h. c.) der Universität Würzburg
- Zahlreiche Orden, unter anderem
  - 1890: Albrechtsorden, Ritterkreuz 1. Klasse
  - 1893: Griechischer Erlöserorden, Kommandeurkreuz
  - 1894: Verdienstorden des Heiligen Michael, 3. Klasse
  - 1899: Verdienstorden der Bayerischen Krone, Ritterkreuz, verbunden mit dem persönlichen Adel; Immatrikulation in der Ritterklasse der bayerischen Adelsmatrikel
  - 1904: Verdienstorden des Heiligen Michael, 2. Klasse
  - 1907: Verdienstorden der Bayerischen Krone, Komturkreuz
  - 1908: Verdienstorden der Bayerischen Krone, Großkomturkreuz